# Rhadinoplax
Rhadinoplax is een geslacht van kreeftachtigen uit de klasse van de Malacostraca (hogere kreeftachtigen).

## Soort
- Rhadinoplax microphthalmus (Guinot & Richer de Forges, 1981)